# Salih Dżabr
Salih Dżabr (ur. 1896 w An-Nasirijji, zm. 1957) – iracki prawnik i polityk, premier Iraku w latach 1947–1948, pierwszy w historii Iraku szyita na stanowisku szefa rządu.

## Życiorys

### Wczesna działalność
Ukończył studia prawnicze w Bagdadzie i w latach 1926–1930 praktykował jako sędzia. W 1933 wszedł do rządu Dżamila al-Midfa’ia jako minister edukacji i pozostał na stanowisku do upadku gabinetu w roku następnym. W latach 1935–1936 był gubernatorem Karbali. W październiku 1936, po zamachu stanu Hikmata Sulajmana i Bakra Sidkiego, Salih Dżabr objął w rządzie Sulajmana resort sprawiedliwości. Należał do grupy polityków opowiadających się za szeroko zakrojonymi reformami społecznymi w kraju. Był przekonany, że właśnie w tym duchu działać będzie rząd Sulajmana. Rozczarowany dążeniem premiera do władzy autorytarnej, tłumieniem przez niego strajków i protestów, a wreszcie powstania szajchów plemiennych znad Eufratu, w czerwcu 1937 podał się do dymisji razem z trzema innymi ministrami domagającymi się reform: Kamilem al-Dżadirdżim, Dżafarem Abu at-Timmanem oraz Jusufem Izz ad-Dinem Ibrahimem. Po rezygnacji z urzędu objął stanowisko dyrektora naczelnego urzędu celnego, które sprawował przez rok.

### W latach II wojny światowej
Po raz kolejny objął stanowisko rządowe w 1940, gdy został powołany do gabinetu Nuriego as-Sa’ida jako minister spraw społecznych. Gabinet ten funkcjonował tylko od końca lutego 1940 do końca marca tego samego roku. Dżabr został następnie gubernatorem Basry i pozostawał nim do roku następnego. Gdy w październiku 1941 Nuri as-Sa’id po raz kolejny stanął na czele rządu, Dżabr został ministrem spraw wewnętrznych (jako pierwszy w historii Iraku szyita) oraz spraw zagranicznych; na tym drugim stanowisku w lutym 1942 zastąpił go Abd Allah ad-Damludżi. W październiku 1942, po rekonstrukcji gabinetu, Dżabr został ministrem finansów. W czerwcu 1943 przeszedł do resortu spraw wewnętrznych. Wspierał premiera w prowadzonej przez niego polityce eliminowania z życia publicznego zwolenników panarabizmu, związanych z obalonym przy pomocy brytyjskiej rządem Raszida Alego al-Kilaniego. Rząd Nuriego as-Sa’ida skierował kilkuset przeciwników politycznych do obozu internowania, usunął też panarabistów z wojska i administracji publicznej. Działalność Dżabra, który brał aktywny udział w tych działaniach, była krytykowana zarówno przez sunnitów, niechętnych szyicie na wysokim stanowisku państwowym, jak i szyitów, którzy byli zdania, że minister powinien zapewnić swoim współwyznawcom obejmowanie zwalnianych miejsc w armii i urzędach. Ostatecznie Dżabr w październiku 1943 zrezygnował ze stanowiska.

### Premier Iraku. Traktat z Portsmouth
W marcu 1947 regent Abd al-Ilah powierzył Dżabrowi misję utworzenia nowego rządu, co nastąpiło dzięki wsparciu Nuriego as-Sa’ida dla tej kandydatury. Premier (a równocześnie także minister spraw wewnętrznych) podjął rozmowy z Wielką Brytanią w sprawie renegocjowania traktatu brytyjsko-irackiego z 1930. Były one prowadzone w sekrecie, w obawie przed wybuchem zamieszek i mobilizacją tych organizacji politycznych, które domagały się natychmiastowego opuszczenia przez Brytyjczyków Iraku. Do wiadomości publicznej podano dopiero końcowe brzmienie nowego traktatu, który od miejsca podpisania określano jako traktat z Portsmouth. Zawarty 15 stycznia 1948 układ przewidywał wycofanie wojsk brytyjskich z Iraku i przekazanie temu krajowi brytyjskich baz lotniczych, z zastrzeżeniem, że w razie wybuchu wojny Wielka Brytania mogłaby je odzyskać. W sprawach zaopatrzenia i szkolenia armii Irak miał nadal pozostać związany z Londynem, a projekty rozwoju armii tego kraju miała nadzorować mieszana komisja iracko-brytyjska. Układ miał obowiązywać 25 lat. Warunki traktatu, jedynie w minimalnym stopniu lepsze niż niezwykle niepopularnego traktatu z 1930, wywołały w Iraku wielkie oburzenie, co stało się przyczyną wielotysięcznych manifestacji (określanych następnie mianem Zrywu – z ar. Wasba). Mimo to Dżabr po powrocie do kraju początkowo obstawał przy podpisaniu traktatu. Dopiero kiedy największa z manifestacji została rozpędzona przez wojsko, padły ofiary śmiertelne, a dwóch ministrów w proteście odeszło z rządu, Abd al-Ilah zażądał dymisji premiera i zapowiedział, że nie podpisze wynegocjowanego porozumienia. Dżabr, oskarżany o zdradę i jeszcze agresywniej atakowany przez polityków sunnickich, odszedł z urzędu dwanaście dni po ogłoszeniu treści traktatu, 27 stycznia 1948. Nowy gabinet utworzył inny szyita, Muhammad as-Sadr, zaś były premier uciekł z Bagdadu.

### 1948-1957
Dżabr nie stracił całkowicie wpływów politycznych i w wyborach parlamentarnych w czerwcu 1948 doprowadził do wyboru wielu osób ze swojego otoczenia na deputowanych. W roku następnym Dżabr i ludzie ci dołączyli do Konstytucyjnej Partii Jedności, utworzonej przez Nuriego as-Sa’ida. Sam Salih Dżabr objął po raz trzeci stanowisko ministra spraw wewnętrznych w rządzie Taufika as-Suwajdiego. Rząd ten przetrwał do września 1950. Dżabr jako minister ponownie padał ofiarą uprzedzeń sunnicko-szyickich, stale atakowany przez sunnitów i oskarżany przez nich o korupcję i promowanie swoich współwyznawców. Dostrzegając tego rodzaju uprzedzenia nawet w Konstytucyjnej Partii Jedności, polityk ostatecznie odszedł z niej i utworzył nową Socjalistyczną Partię Ludu. Jej program kierowany był do robotników i młodszej inteligencji, jak również do szyitów ze wsi nad Eufratem, którzy już wcześniej popierali Dżabra. Z czasem Dżabr stał się jednym z największych krytyków Nuriego as-Sa’ida i zwolenników reformy wyborczej, która umożliwiłaby walkę z nadużyciami i fałszerstwami. Działalność opozycji nie przyniosła jednak zamierzonych efektów. W obliczu inspirowanych przez nią manifestacji regent zgodził się na reformę wyborczą, jednak zwycięstwo w kolejnych wyborach parlamentarnych i tak odniosła partia Nuriego as-Sa’ida. Partia Dżabra zdobyła mniej niż dziesięć mandatów. Przed 1954 Dżabr utworzył nowe ugrupowanie, Partię Narodowo-Socjalistyczną, która w wyborach parlamentarnych w czerwcu tego roku 21 mandatów i wyraziła chęć współpracy z partią Nuriego as-Sa’ida. Parlament został jednak rozwiązany, zanim rozpoczął pracę; w przedterminowych wyborach, których wyniki zostały zmanipulowane, partia Dżabra uzyskała jedynie 8 deputowanych.
Zmarł w 1957.